# Lupe Fiasco
Wasalu Muhammad Jaco, (n. 16 de febrero de 1982) más conocido por su nombre artístico Lupe Fiasco, es un rapero estadounidense nominado al premio Grammy.

## Biografía
Wasalu nació y se crio en la ciudad de Chicago, de padres musulmanes originarios del este de África y siendo el quinto de nueve hermanos; estudió en la Thornton Township High School de Illinois, donde comenzó a escuchar rap y a interesarse por el hip hop. Su apodo Lupe Fiasco viene de una extensión de su anterior apodo Lu (a Lupe) tomándolo prestado a un antiguo compañero de clase, mientras que el Fiasco viene a partir de uno de los temas del disco The Firm: The Album llamado Firm Fiasco.
Con 19 años, y estando en un grupo llamado Da Pak, firma su primer contrato con Epic Records con la que solo grabaría un sencillo antes de abandonarla. Después firmaría por Arista Records, de la que fue cesado poco después. Tras realizar varias colaboraciones con otros raperos y crearse una base fan en Internet, el rapero Jay-Z le ofreció un contrato, aunque él lo rechazó debido a que comenzó un sello propio llamado 1st & 15th Entertainment. Firmaría más tarde con Atlantic Records.
Tras el éxito de sus maquetas, mixtapes y varias colaboraciones con otros artistas como Kanye West (en Touch the sky), Jay-Z decide ayudarle en la producción de su álbum debut, Food & Liquor. En 2005 lanza su primer sencillo Kick, Push, canción sobre el skateboarding y anticipo del lanzamiento de su álbum que salió oficialmente el 19 de septiembre de 2006, con colaboraciones de Jay-Z, Mike Shinoda, Kanye West, Pharrell Williams y Jill Scott entre otros artistas. La crítica aclamó el CD y su trabajo le valió 3 nominaciones a los Premios Grammy, incluyendo la de Mejor álbum de rap, aunque finalmente no ganó ninguno.
El 18 de diciembre de 2007 sacó su segundo álbum llamado The Cool, con el sencillo Superstar como adelanto. Asimismo, ganaría su primer Grammy a la mejor actuación urbana/alternativa con "Daydreamin'". Actualmente se encuentra negociando con Atlantic Records la publicación de su tercer álbum de estudio, titulado Lasers cuyo primer sencillo, Shining Down, salió a la venta en junio de 2009.

## Influencias
Lupe Fiasco toma influencias de raperos como Crucial Conflict, Kanye West o Nas entre otros, siendo su álbum favorito It Was Written de Nas. Otra de sus fuentes es su afición por el skate, que sirvió para su sencillo Kick, Push. También le gusta el cómic, manga y anime, géneros de los que ha tomado algunas referencias para sus letras.
Asimismo, Lupe es musulmán y la religión tiene peso en su vida personal, aunque no quiere que se le asocie como icono de ninguna religión o creencia. Una oración islámica abre su disco Food & Liquor (comida y licor, según él es una forma de decir lo bueno y lo malo respectivamente).

## Discografía
Álbumes
- 2006: Lupe Fiasco's Food & Liquor.
- 2007: Lupe Fiasco's The Cool.
- 2011: Lasers
- 2012: Food & Liquor II: The Great American Rap Album
- 2015: Tetsuo & Youth
- 2017: Drogas Light
- 2018: Drogas Wave
- 2022: Drill music in zion
- 2024: Samurai

EP
- 2020: House (con Kaelin Ellis)